# Kirarin Revolution
Kilari Revolution sau Kilari este un manga shojo japonez scris de An Nakahara. Titlul este numele presupus de debut al lui Kilari. În august 2007, se execută în shojo revista Ciao publicat de Shogakukan. Aceasta a câștigat în 2007 Premiul Manga Shogakukan pentru seria manga de copii. Anime este o adaptare coproducție din Japonia și Coreea de Sud, și a vut premierea la 7 aprilie 2006, în Japonia pe TV Tokyo și a plecat la 153 de episoade până la 27 martie 2009 produsă de Synergy SP, G&G Entertainment, Nippon Animation și N/S KP TX 2006. Pornind de la episodul 103, acest show a fost difuzat pe High-Definition 16:9 cu animație 3D. Timp de pauză a fost 18:00-18:30 în zilele de vineri. 

## Sinopsis
Seria spune povestea lui Kilari Tsukishima, o frumoasă dar lacomă fată de 14 ani, neinteresata de lumea vedetelor sau de lumea entertainment-ul, caci singurul ei scop in viata este: mancarea. Obsesia ei pentru mancare ii ocupa atat de mult timp, incat aceasta nici macar nu este interesata de dragoste. Într-o zi, după ce a salvat o broască țestoasă ce era blocată într-un copac, Kilari întâlnește un băiat frumos și blând numit Seiji Hiwatari, care-i dă un bilet la un concert al unui grup duetic numit Ships (idoli populari) pentru ai arăta recunoștința întrucât ea i-a salvat animalul. Cu toate acestea, când Kilari ajunge la concert, dă peste alt băiat din accident care-i rupe biletul ca avertizare să stea departe de Seiji, deoarece ea și Seiji trăiesc în lumi diferite. Supărată, Kilari se furișează la concert, dar a descoperit că Seiji și băiatul ce ia rupt biletul, Hiroto Kazama, sunt de fapt celebrii idoli ai duetului Ships. Când a înțeles sensul de "lumi diferite", Kilari refuză să renunțe la Seiji și declară că va deveni un idol. Cu toate acestea, fiind un idol are nevoie de tone de formare și talent. Confruntându-se cu rivali și scandale, Kilari este determinată să iasă ca un idol de top.

## Personaje
Kilari Tsukishima
Exprimată de: Koharu Kusumi (voce), Miyu Matsuki (CD dramă) / Cătălina Chițan 
- Vârstă: 14 ani

Kilari este o fată de 14 ani, care se străduiește să fie idol. În ciuda neajunsurilor sale și lipsa de talent, ea reușește să persevereze, din cauza ajutorului care-l primește de la duetul Ships și de la pisica ei Na-san. Kilari pare să aibă capacitatea de a înțelege limba animalelor. De asemenea ea are o caracteristică unică de a transforma toate desenele artistice în ciuperci. Ea este, de asemenea, un membru al unității idolilor Kira Pika, care este format din ea și Mizuki Hikaru, o fată de 13 ani care este talentată dar are trac. Mai târziu, ea începe cu un alt grup cunoscut sub numele de Calea Lactee, cu alte două fete. În timp ce ea câștigă mulți prieteni și fani, obligația ei cea mai puternică este cu Hiroto și Seiji, care ambii o adoră și sunt cei mai buni prieteni. Cu toate că ea a fost prinsă într-un triunghi amoros între cei doi. La început Kilari a avut o pasiune pentru Seiji pur și simplu din cauza aspectului său și pentru blândețea sa și-l considera pe Hiroto un prieten care o ajută mereu. La jumătatea seriei, ea decide să-l iubească pe Hiroto și să-l vadă pe Seiji doar ca un prieten bun, dar se trezește luptând să-i mărturisească lui Hiroto sentimentele sale pentru că el crede că ea încă îl place pe Seiji. Ea îi mărturisește în cele din urmă lui Hiroto, dar în manga Kilari este mult mai activă cu privire la relația lor atât de mult, astfel încât se sărută de două ori, în timp ce în anime o fac doar o dată pentru un film. Kilari s-a născut în data de 7 iulie 1992 (1990 în anime și manga) , are grupa de sânge 0 iar alimentele ei preferate sunt clătitele și takoyaki.
Na-san
Exprimat de: Chigusa Ikeda (voce), Kumiko Higo (CD dramă)/Kristina Dukic
- Vârstă: 2 ani

Na-san este pisica lui Kilari. El poate coase, să gătească și să facă alte treburi. Na-san a primit recunoaștere pentru inteligență și abilitățile sale de canto. El chiar știe cum să repare mașinile automate. Ca mascota eroinei principale, el oferă mult ajutor pentru Kilari și o protejează de pericol. În același timp este indicat faptul că el este un motan geniu care excelează atât la limba engleză cât și la matematică. Na-san s-a născut în data de 3 iulie iar mâncarea lui preferată este taiyaki (clătite în formă de pește).